# Buckland Monachorum
Buckland Monachorum – wieś w Anglii, w hrabstwie Devon, w dystrykcie West Devon.